# ثيودور بي. فيرنر
ثيودور بي. فيرنر (بالإنجليزية: Theodore B. Werner) هو سياسي أمريكي، ولد في 2 يونيو 1892 في الولايات المتحدة، وتوفي في 24 يناير 1989 في نفس البلد. حزبياً، نشط في الحزب الديمقراطي. وقد انتخب عضو مجلس النواب الأمريكي.